# Sobrado (Castelo de Paiva)
Sobrado é uma zona urbana da vila portuguesa e do Município de Castelo de Paiva que foi sede da extinta Freguesia de Sobrado, freguesia que tinha 5,45 km² de área e 2 784 habitantes (2011), e, por isso, uma densidade populacional de 510,8 hab/km². Era a freguesia sede do município e o seu principal núcleo urbano.
A Freguesia de Sobrado foi extinta (agregada) em 2013, no âmbito de uma reforma administrativa nacional, tendo sido agregada à Freguesia de Bairros para formar uma nova freguesia denominada União das Freguesias de Sobrado e Bairros da qual é a sede.

## História
Os testemunhos mais antigos da sua existência datam do século XI, sendo considerada uma abadia de apresentação do Marquês de Marialva. Este direito de padroado transitou depois para a Coroa Real e desta para a Casa de Bragança, situação que se manteve até 1758.
Como reza a tradição, Sobrado teria sido terra natal dos progenitores de Santo António de Lisboa. A lenda diz que Martim de Bulhões, pai de Santo António, queria conquistar D. Teresa Taveira e para o fazer teve de se submeter a duras provas de costumes medievais, tendo ainda de se defrontar com um pretendente à mão de Teresa, que se chamava Dom Fafes. Consta que este duelo, do qual saiu vencedor Martin de Bulhões, realizou-se no local onde se encontra o Marmoiral da Boavista.
No centro da Vila, denominado Largo do Conde, está localizada a estátua do primeiro Conde de Castelo de Paiva, chamado Martinho Pinto de Miranda Montenegro, modelada em bronze pelo Mestre Teixeira Lopes, e assente num bonito pedestal de granito, cuja inauguração ocorreu em 1927.

## População
| População da freguesia de Sobrado (1864 – 2011) | População da freguesia de Sobrado (1864 – 2011) | População da freguesia de Sobrado (1864 – 2011) | População da freguesia de Sobrado (1864 – 2011) | População da freguesia de Sobrado (1864 – 2011) | População da freguesia de Sobrado (1864 – 2011) | População da freguesia de Sobrado (1864 – 2011) | População da freguesia de Sobrado (1864 – 2011) | População da freguesia de Sobrado (1864 – 2011) | População da freguesia de Sobrado (1864 – 2011) | População da freguesia de Sobrado (1864 – 2011) | População da freguesia de Sobrado (1864 – 2011) | População da freguesia de Sobrado (1864 – 2011) | População da freguesia de Sobrado (1864 – 2011) | População da freguesia de Sobrado (1864 – 2011) |
| ----------------------------------------------- | ----------------------------------------------- | ----------------------------------------------- | ----------------------------------------------- | ----------------------------------------------- | ----------------------------------------------- | ----------------------------------------------- | ----------------------------------------------- | ----------------------------------------------- | ----------------------------------------------- | ----------------------------------------------- | ----------------------------------------------- | ----------------------------------------------- | ----------------------------------------------- | ----------------------------------------------- |
| 1864                                            | 1878                                            | 1890                                            | 1900                                            | 1911                                            | 1920                                            | 1930                                            | 1940                                            | 1950                                            | 1960                                            | 1970                                            | 1981                                            | 1991                                            | 2001                                            | 2011                                            |
| 946                                             | 865                                             | 1.115                                           | 1.112                                           | 1.166                                           | 1.209                                           | 1.319                                           | 1.441                                           | 1.711                                           | 1.759                                           | 1.796                                           | 2.232                                           | 1.971                                           | 2.921                                           | 2.784                                           |

## Património
- Monumento funerário do Sobral ou Marmoiral de Sobrado
- Anta do Vale da Rua
- Penedo de Vegide com duas sepulturas escavadas
- Capela da Quinta de Vegide
- Edifício da Cadeia ou Edifício dos antigos Paços do Concelho
- Casa da Boavista e Quinta da Boavista integrando Fonte existente nos Jardins.